# Casanova (Varazze)
Casanova è una frazione del comune italiano di Varazze, nella provincia di Savona, in Liguria.

## Storia
La frazione di Casanova è citata dai censimenti e negli atti notarili del comune di Varazze sin dal XIV secolo, come case sparse situate nei pressi del Monte Grosso, suddivise nelle contrade di Villa Dato, Canà, Costa, Fossello, Quinno e Sant'Anna, toponimi sopravvissuti ancora oggi nella odonomastica. Nel 1228 nacque a Casanova il frate domenicano Jacopo De' Fazio, poi arcivescovo di Genova dal 1292 al 1298, e dal 1816 venerato come beato dalla Chiesa cattolica; deve molta della sua notorietà alla sua raccolta agiografica Legenda Aurea, uno dei libri più famosi e diffusi del tardo medioevo. La suddivisione nelle località di Casanova Alta a monte e Casanova Bassa a valle avvenne con la costruzione di due chiese parrocchiali dedicate rispettivamente a San Pietro e a San Sebastiano, oggi scomparse. In un atto custodito all'Archivio di Stato di Savona relativo alle riunioni consiliari di Varazze nel 1343 si legge la presenza di rappresentanti delle "ville" (frazioni) di Cantalupo, Castagnabuona, Alpicella, Casanova Alta e Casanova Bassa. La via Quinno era definita "via del legno", poiché la quasi totalità del legname per i cantieri navali di Varazze o per l'arsenale di Genova attraversava questa strada.
Durante il governo della Repubblica di Genova, la zona di Casanova fu teatro di rappresaglie e violenze tra il comune di Varazze e quello di Cogoleto, che non riconosceva la divisione amministrativa e reclamava come proprie le terre in località Deserto, tutte in locazione ad alcune famiglie della frazione. Furono organizzate dal comune ronde a guardia dei boschi di Casanova che rimasero attive fino alla caduta della Repubblica. Nel 1828 alcune aree contestate vennero assegnate al comune di Cogoleto.
Nel XVI secolo furono costruite le due cappelle dedicate a Santa Caterina e un'altra in onore dell'arcivescovo Jacopo, sul luogo dove si presume fosse situata la casa natale. Dopo la proclamazione di beato nell'Ottocento la cappella fu rimaneggiata e completamente restaurata a inizi Novecento. Nel 1728 venne fatta costruire una cappellina in località Sant'Anna. L'aumento della popolazione e l'insediamento delle nobili famiglie genovesi lungo il fiume Teiro nel XIX secolo, portarono all'istituzione di una grande chiesa parrocchiale dedicata alla Natività di Maria. Nel 1798, Casanova si costituì in comune indipendente, ma il 21 maggio dell'anno dopo fu di nuovo inglobata in quello di Varazze. Tra il 9 e il 16 aprile 1800 ebbero luogo nell'area di Savona, Quiliano e Varazze alcuni scontri tra le truppe austriache e quelle francesi guidate dal generale Massena in seguito al tragico assedio di Genova, uno dei quali avvenuto il 12 aprile a Casanova in località Vercigo, ribattezzata da quel momento Battaglia.
Nel 1838 il comune di Varazze costruì a Casanova un cimitero. Vennero costruite altre due cappelle, la cappella Gaggini e la chiesetta della Madonna della Guardia. Vennero realizzate anche due scuole elementari, chiuse nel corso del Novecento, quando la frazione subì un forte calo demografico. Pur possedendo oggi pochi residenti, la frazione di Casanova è una località raggiunta dai turisti come luogo di villeggiatura data la sua posizione panoramica sul mare e da molti abitanti di Varazze data la presenza di chiese e santuari che sono un punto di riferimento per il territorio comunale. Nell'ottobre del 2010 la frazione fu colpita da un violento nubifragio.

## Monumenti e luoghi d'interesse
- Chiesa della Natività di Maria Santissima, chiesa parrocchiale della frazione.
- Santuario di Nostra Signora della Guardia, situato sul monte Grosso a circa 450 metri di altitudine, in un luogo panoramico dal quale si può ammirare il mare.
- Cappella del Beato Jacopo da Varagine, cappella situata sul luogo ove si ritiene sorgesse la casa natale di Jacopo da Varagine.
- Cappella di Santa Caterina, piccola cappella risalente al XVII secolo.